# El Castillo de las Guardas
El Castillo de las Guardas es un municipio español de la provincia de Sevilla, Andalucía. Su población es de 1511 habitantes (INE 2024). Con una extensión superficial es de 258,73 km²,  tiene una densidad de 5,56 hab/km². Se encuentra situada a una altitud de 347 m, en un punto elevado de la sierra de Aracena, bastante cercano al nacimiento del río Guadiamar. Está situada a 54 km de la capital de provincia, Sevilla. En su término abundan los grandes latifundios, característicos de la provincia sevillana, que en su mayoría se dedican a la ganadería brava.

## Historia

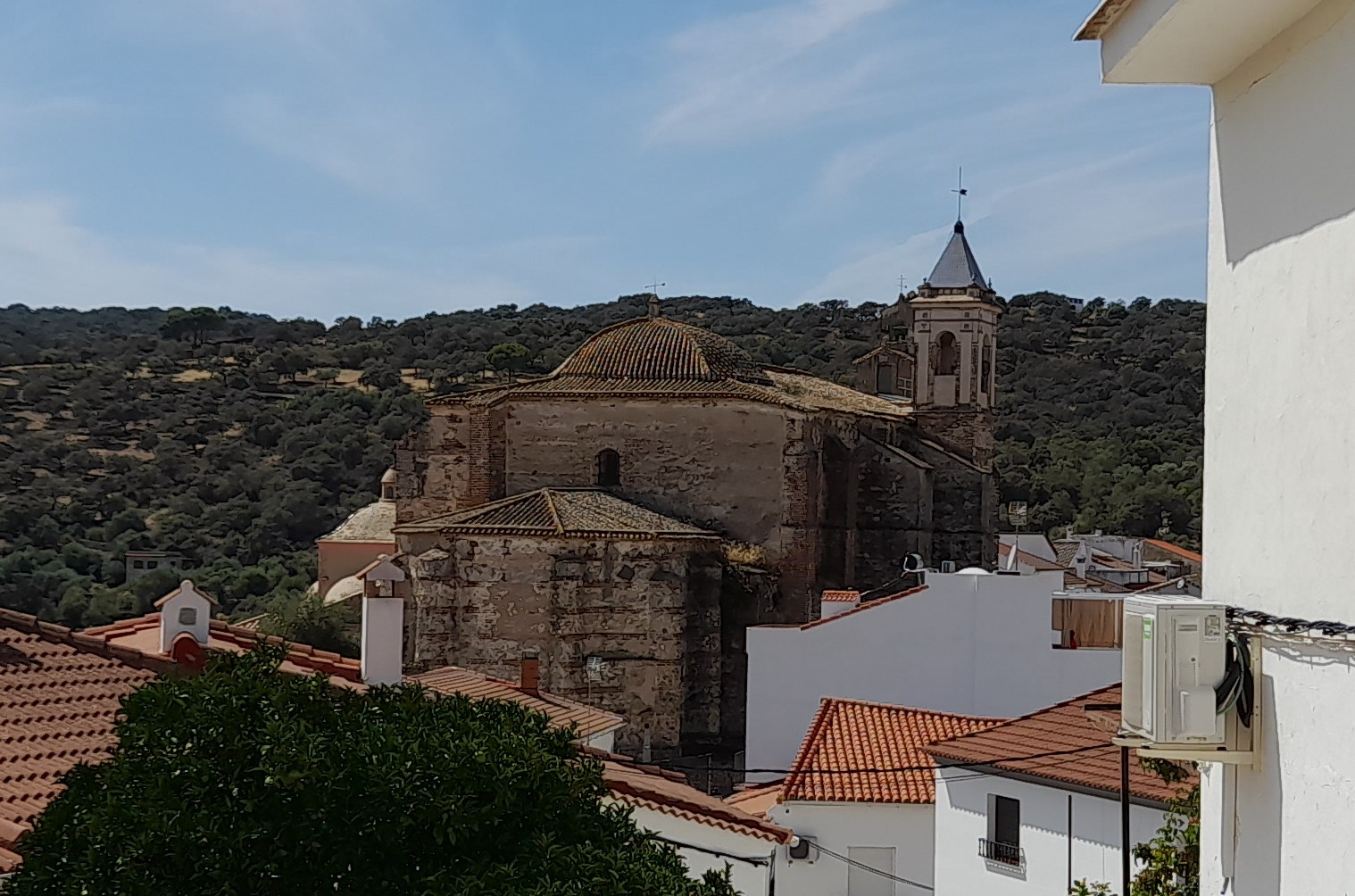
Iglesia de San Juan Bautista.

Existen escasos restos de épocas anteriores a la Edad Media y a la Edad Moderna, pero cabría destacar el dolmen situado en el término de la pedanía de Las Cañadillas. También hay un número considerable de túmulos de piedra, cuyo significado se desconoce. Los lugareños suelen coincidir en que se trata de antiguos asentamientos árabes e incluso romanos, debido principalmente a pequeños hallazgos fortuitos que dan posibles evidencias (como monedas). En 1594 Castillo de las Guardas formaba parte del reino de Sevilla en la Sierra de Aroche y contaba con 509 vecinos pecheros.

## Demografía
Cuenta con una población de 1511 habitantes (INE 2024).
| Gráfica de evolución demográfica de El Castillo de las Guardas entre 1842 y 2021 |
| |
| Población de derecho según los censos de población del INE. Población de hecho según los censos de población del INE.En 1930 disminuye el término del municipio porque independiza a El Madroño. |

En el cuadro se incluyen los habitantes de sus pedanías: Archidona, Arroyo de la Plata, El Cañuelo, El Pedrosillo, El Peralejo, La Alcornocosa, La Aulaga, Las Cañadillas, Las Cortecillas, Peroamigo y Valdeflores.

## Economía

### Evolución de la deuda viva municipal
| Gráfica de evolución de Deuda viva del Ayuntamiento de Castillo de las Guardas (El) entre 2008 y 2019                                |
| |
| Deuda viva del Ayuntamiento de Castillo de las Guardas (El) en miles de Euros según datos del Ministerio de Hacienda y Ad. Públicas. |

## Patrimonio
- Iglesia de San Juan Bautista. Es quizá su edificio más representativo. Edificio de construcción probablemente mudéjar con numerosos elementos propios del período renacentista avanzado. Si bien los sucesos previos a la 'Guerra Civil' causaron importantes pérdidas en imágenes, retablos y objetos de culto, son dignos de mención su 'retablo mayor', del siglo XVIII y su 'portada' de la segunda mitad del siglo XVI.
- Restos de la muralla o probable fortaleza de origen poco claro (musulmán o cristiano).
- Reserva Natural Castillo de las Guardas. En los terrenos de una antigua explotación minera de cobre y azufre a cielo abierto, cuenta con una reserva natural en la que hay unos 1000 animales de 100 especies distintas en régimen de semilibertad.[5] Es la reserva de elefantes y jirafas machos en Europa.